# オーストラリア競馬名誉の殿堂
オーストラリア競馬名誉の殿堂（オーストラリアけいばめいよのでんどう、The Australian Racing Hall of Fame） は、オーストラリア競馬博物館によって選定されるオーストラリアの競馬における殿堂である。

## 概要
オーストラリア競馬博物館（Champions:The Australian Racing Museum）はオーストラリアビクトリア州メルボルンのヤラ川沿いにある広場「フェデレーションスクウェア」の一角に建てられた博物館で、オーストラリアの競馬についての展示と紹介を行うものとして1981年に開設された。
同博物館は2000年より、オーストラリア競馬に功績を残した競走馬・騎手・調教師・関係者を称えるための殿堂選定を行っている。なお、一部の選定馬・選定者は隣国ニュージーランド競馬の殿堂でも殿堂入りされている。

## 殿堂選定馬・選定者
※ 以下、（括弧）内は選定年。太字はニュージーランド競馬殿堂にも選定されているもの。

### 競走馬
- Archer (2017年)
- Ajax （2004年）
- Amounis （2006年）
- Abercorn (2018年)
- Aquanita (2018年)
- Balermino (2019年)
- Beau Vite (2021年)
- Bernborough （Inaugural - 2001年）
- Better Loosen Up （2004年）
- Black Caviar (2013年)
- Briseis (2015年)
- Comic Court (2009年)
- Crisp (2013年)
- Carbine （Inaugural - 2001年）
- Chatham（2005年）
- Choisir (2015年)
- Dalray (2015年)
- Danehill (2015年)
- Delta (2013年)
- Dulcify (2014年)
- Eurythmic （2005年）
- Flight （2007年）
- Galilee （2005年）
- Gloaming （2004年）
- Grand Flaneur （2007年）
- Gunsynd （2005年）
- Hall Mark (2019年)
- High Caste (2012年)
- Heroic （2003年）
- Kingston Town （Inaugural - 2001年）
- Karasi (2018年)
- Leilani (2016年)
- Let's Elope (2012年)
- Lonhro (2014年)
- Luskin Star (2016年)
- Light Fingers (2017年)
- Makybe Diva （2006年）
- Malua （2003年）

- Manikato （2002年）
- Merman (2016年)
- Might and Power （2002年）
- Miss Andretti (2023年)
- Northerly (2010年)
- Octagonal (2012年)
- Peter Pan （2003年）
- Phar Lap （Inaugural - 2001年）
- Poseidon （2004年）
- Poitrel (2018年)
- Rising Fast （2002年）
- Rain Lover (2014年)
- Redcraze (2012年)
- Red Anchor (2021年)
- Sailor's Guide (2021年)
- Saintly (2017年)
- Sky High (2010年)
- Star Kingdom (2013年)
- Strawberry Road (2009年)
- Surround (2014年)
- Shannon （2006年）
- So You Think (2019年)
- Sunline （2002年）
- Super Impose （2007年）
- Sydeston (2016年)
- Takeover Target  (2012年)
- The Barb （2004年）
- Tie the Knot (2021年)
- Tranquil Star (2008年)
- Tobin Bronze （2003年）
- Todman （2005年）
- Tulloch （Inaugural - 2001年）
- Vain （2003年）
- Vo Rogue (2019年)
- Wenona Girl (2008年)
- Wakeful （2002年）
- Winx (2017年)

### 騎手
- Darren Beadman （2007年）
- Glen Boss (2015年)
- Scobie Breasley （Inaugural - 2001年）
- Edgar Britt （2004年）
- Frank Bullock （2006年）
- Harold Badger (2009年)
- Hugh Bowman (2019年)
- Tommy Corrigan (2017年)
- Jim Cassidy (2012年)
- Hughie Cairns (2013年)
- Billy Cook （2002年）
- Mick Dittman （2002年）
- Bill Duncan （2003年）
- Frank Dempsey (2008年)
- Shane Dye (2014年)
- Pat Glennon （2005年）
- Thomas Hales （Inaugural - 2001年）
- Roy Higgins （Inaugural - 2001年）
- Ron Hutchinson （2005年）
- Pat Hyland (2016年)
- Jim Johnson (2009年)
- Togo Johnstone （2004年）
- Malcolm Johnston (2018年)

- Robert L. Lewis （2002年）
- Geoff Lane (2013年)
- John Letts (2010年)
- Darby McCarthy (2021年)
- William 'Bill' McLachlan (2021年)
- Noel McGrowdie (2016年)
- Athol Mulley (2012年)
- Jim Munro (2014年)
- John Miller (2017年)
- George T. D. Moore （Inaugural - 2001年）
- Darby Munro （Inaugural - 2001年）
- Damien Oliver (2008年)
- Bill Pyers (2010年)
- James E. Pike （2002年）
- Jack Purtell （2004年）
- Ron Quinton （2006年）
- Neville Sellwood （2002年）
- W.A. 'Billy' Smith (2018年)
- Jack Thompson （2005年）
- Robert Thompson (2015年)
- Brent Thomson (2019年)
- Arthur Ward （2007年）
- Harry White （2003年）
- William J. Williamson （2003年）

### 調教師
- Angus Armanasco （2002年）
- Jim Atkins (2010年)
- Neville Begg (2016年)
- Fred Best （2007年）
- Richard Bradfield （2005年）
- Les Bridge (2021年)
- Bart Cummings （Inaugural - 2001年）
- Brian Courtney (2017年)
- Frank Dalton (2014年)
- Jack Denham （2005年）
- Lee Freedman （2003年）
- Cecil Godby (2016年)
- Jack Green (2009年)
- David Hayes (2008年)
- Grahame Heagney (2012年)
- Bob Hoysted (2008年)
- George Hanlon （2002年）
- John Hawkes （2004年）
- Colin Hayes （Inaugural - 2001年）
- Walter S. Hickenbotham （2003年）
- Jack Holt （Inaugural - 2001年）
- Jim Houlahan （2004年）

- Fred Hoysted （2002年）
- Des Judd (2017年)
- Theo Lewis (2012年)
- Brian Mayfield-Smith (2015年)
- Bruce McLachlan (2013年)
- Leon Macdonald (2014年)
- Maurice McCarten （2002年）
- Frank McGrath, Sr. （2003年）
- Jim Moloney (2015年)
- Etienne L. de Mestre （2002年）
- Geoff T. Murphy （2005年）
- Des McCormick (2019年)
- John F. Meagher (2019年)
- Tom Payten （2006年）
- Bayley Payten (2009年)
- Harry Plant (2010年)
- Lou Robertson （2004年）
- John Size (2018年)
- James Scobie （Inaugural - 2001年）
- Tommy J. Smith （Inaugural - 2001年）
- John Tait （2006年）
- Harry Telford (2015年)
- Gai Waterhouse （2007年）
- Chris Waller (2018年)
- Guy Walter (2021年)

### 競馬関係者
- Robert C. Bagot （2004年）
- Joe Brown (2016年)
- Bert Bryant （2003年）
- Alan Bell (2017年)
- Les Carlyon (2016年)
- Bob Charley (2021年)
- Eduardo Cojuangco (2015年)
- David Coles (2013年)
- Bill Collins （Inaugural - 2001年）
- Sir Edward Deas Thomson (2018年)
- WS Cox Family （2006年）
- Sol Green （2002年）
- Theo Green （2002年）
- Sir Patrick Hogan （2005年）
- Ken Howard （2002年）
- John H. Ingham & Robert W. Ingham （2004年）
- Inglis Family （2003年）
- Sir George Julius (2013年)

- Sir Adrian Knox （Inaugural - 2001年）
- Lee Steere Family (2017年)
- Lloyd Patrick Lalor (2019年)
- Bert Lillye (2015年)
- Sir Chester Manifold （Inaugural - 2001年）
- John Messara (2021年)
- Percy Miller (2008年)
- Henry Byron Moore (2010年)
- Albert O'Cass (2013年)
- Banjo Patterson （Inaugural - 2001年）
- Percy Sykes （2006年）
- Harry Tancred （2007年）
- Thompson Family （Inaugural - 2001年）
- The Tait Family (2014年)
- James White （2002年）
- Bert Wolfe （2005年）
- Wootton Family （2002年）
- Eric Welch (2014年)
- Bill Whittaker (2009年)
- Tommy Woodcock (2012年)
- George John Watson (2018年)
- Lloyd Williams (2017年)
- Sir Edward Williams and Sir Sydney Williams (2019年)